# Mentos
Mentos és una espècie de caramels que venen en paquets en forma de tub. Van ser creats pels germans Michael i Pierre Van Melle en 1932 i fabricats per la companyia Perfetti Van Melle.
La seva composició és un caramel efervescent amb diferents sabors. Es pot fer un experiment que segons com pot ser perillós, com per exemple si és introduït en una ampolla de cocacola. En aquest cas, s'ha de vigilar que l'ampolla no sigui de vidre, ja que el seu efecte, que és una explosió, pot produir una metralla. Tampoc és recomanable mirar per dins del forat d'una ampolla de cocacola després d'haver-hi introduït un mentos.